# Atentados de Bangkok de 2006

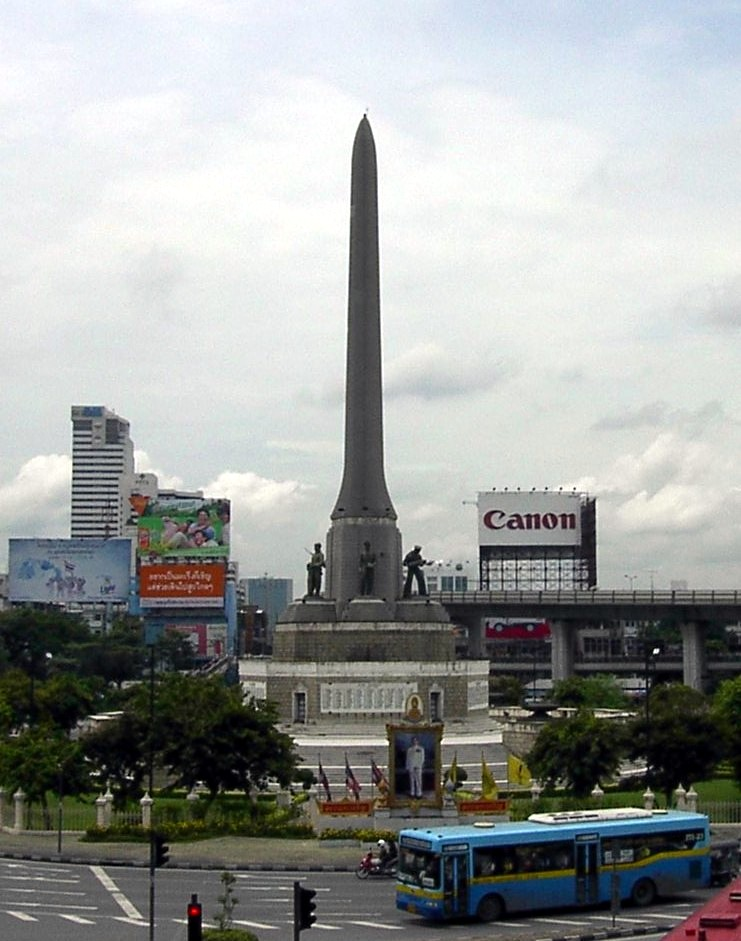
El Monumento a la Victoria, uno de los lugares afectados por los atentados.

Los atentados en Bangkok de 2006 sucedieron el 31 de diciembre de 2006 y el 1 de enero de 2007, durante las fiestas de celebración de la Nochevieja en Bangkok, Tailandia. Se produjeron cuatro explosiones casi simultáneas en diferentes partes de la ciudad a las 18:00 hora local (11:00 UTC), seguidas de más explosiones en el intervalo de 90 minutos. Tras la medianoche se produjeron otras dos explosiones. La mañana del 1 de enero se había certificado la muerte de 3 personas y 38 personas habían resultado heridas. Una bomba más explotó en el interior de una sala de cine, pero no se informó de ella por parte del responsable de la misma por miedo a la publicidad negativa, sino hasta el día siguiente. La mañana siguiente, el 2 de enero, otra bomba explotó en una mezquita en Chiang Mai, la mayor ciudad del norte de Tailandia.
Las autoridades ordenaron la cancelación de todas las celebraciones de la Nochevieja incluyendo la cuenta atrás tradicional que se realiza en el centro comercial CentralWorld y las ofrendas en Sanam Luang.
Las iniciales "IRK" fueron encontradas escritas en algunos de los lugares donde explotaron las bombas. El IRK es un grupo terrorista entrenado en Afganistán en técnicas de guerrilla urbana.
Un hombre fue arrestado por transportar un artefacto explosivo en Bangkok y la policía de Chiang Mai declaró que el conserje de una mezquita de esa localidad había confesado ser el encargado de fabricar la bomba.
Nadie reivindicó la autoría de las explosiones y tanto el partido Thai Rak Thai como el depuesto primer ministro Thaksin Shinawatra negaron su implicación en los sucesos.
El ministro de interior Aree Wong-araya rechazó la posibilidad de que los culpables fueran terroristas islámicos. La reunión mantenida entre el primer ministro Surayud Chulanont y varias agencias de inteligencia y seguridad en la noche del 31 de diciembre no logró identificar a los culpables de los ataques. El 1 de enero, Surayud anunció que aunque las bombas tenían diseños similares a los de las usadas por los grupos insurgentes del sur del país, una investigación más detallada habría descartado cualquier tipo de relación. Posteriormente, la policía arresto a más de una docena de individuos, incluyendo oficiales militares, sospechosos de estar involucrados en las explosiones. El líder de la junta militar Sonthi Boonyaratglin declaró que todos los oficiales eran inocentes. Surayud culpó al "viejo poder" como el posible responsable de las bombas. Sin embargo, especificó que no sólo se refería al depuesto gobierno de Thaksin Shinawatra, sino también a todos aquellos que habían perdido poder debido al golpe de Estado. Posteriormente se retractaría admitiendo que sus acusaciones "sólo eran un análisis inteligente" y que no se basaba ni en evidencias ni en información de la que dispusiera. Otra investigación encontró que los separatisatas del sur estuvieron detrás de los ataques, ya que los circuitos de detonación y otros materiales de las bombas de Bangkok eran iguales a las usadas por estos separatistas. Sin embargo, la junta resto importancia al rol de los separatistas, afirmando que estos fueron contratados por gente relacionada con el caos político que vivió Tailandia los dos años anteriores. El 20 de marzo de 2008 se abandonaron las investigaciones para identificar a los autores de los atentados

## Explosiones
Seis explosiones tuvieron lugar casi simultáneamente a primera hora de la noche en Bangkok, matando a tres personas e hiriendo a otras 23, que se encontraban preparándose para celebrar la Nochevieja.
- Monumento a la Victoria. 17 personas fueron heridas y dos tailandeses murieron en el hospital a causa de las heridas.[15] La bomba fue colocada en una parada de autobús y explotó hacia las 18:00, destruyendo el autobús, rompiendo los cristales de un restaurante cercano y lanzando escombros en todas las direcciones. Una segunda explosión se produjo casi inmediatamente.[16][17][18]
- Distrito Khlong Toei, cerca de la intersección de Na Ranong. Una bomba escondida en una papelera explotó hiriendo a tres personas, incluyendo a una niña de 10 años. A causa de las heridas un hombre de 61 años falleció en el hospital. La explosión provocó una serie de explosiones secundarias al verse afectadas unas bombonas de propano situadas en las cercanías.[16]
- Intersección de Saphan Khwai, en el distrito de Phaya Thai. Otra bomba explotó en una caseta de policía. Dos personas resultaron heridas. Los testigos vieron a un hombre lanzando una granada desde un puente de peatones hacia la caseta de policía. Se encontraron restos de explosivo C-4 y TNT en la zona afectada.[16]

- Seacon Square, en el distrito de Prawet. Una bomba sin explotar se encontró en una papelera, en la primera planta de este centro comercial. Fue retirada al aparcamiento donde explotó, creando pánico pero sin provocar heridos. Las autoridades ordenaron a todos los compradores abandonar el centro, uno de los más grandes de todo Bangkok, y cerrar las tiendas.[16]
- El Major Cineplex Ratchayothin en el distrito de Chatuchak. Un guardia de seguridad encontró una bolsa negra sospechosa abandonada en un restaurante de comida rápida y la llevó a una sala de uso sólo para trabajadores del centro. La bomba explotó sin causar heridos. El propietario del centro avisó a la policía de la explosión recién al día siguiente temeroso de que la explosión conllevase una publicidad negativa para el centro
- En la calle Sukhumvit 62 (Sukhumvit Soi 62)  una caseta de policía fue atacada también sin causar heridos.[16]
- Intersección de Khae Rai, en el distrito de Mueang, en la provincia de Nonthaburi (13°51′31″N 100°31′15″E / 13.85861, 100.52083). Una caseta de policía fue atacada pero no se produjeron heridos.[16]

Tras los atentados, las celebraciones tradicionales de la Nochevieja fueron canceladas. De hecho, el gobernador de Bangkok, Apirak Kosayothin dirigió la cuenta atrás tradicional de fin de año en el CentralWorld casi tres horas antes de la medianoche.
Inmediatamente después de la medianoche explotaron dos bombas más en los alrededores del CentralWorld. En estas explosiones fueron heridos dos ciudadanos serbios, dos británicos, dos tailandeses y un irlandés
- La primera de las bombas explotó en el restaurante Best Sea Foods situado en las proximidades del muelle Pratunam en el canal Khlong Saen Saeb y del CentralWorld. Tres extranjeros que estaban cenando en el restaurante y dos tailandeses fueron heridos. A causa de la explosión uno de los extranjeros sufrió la amputación de sus piernas.[3][21]

- La segunda bomba explotó en una cabina de teléfonos del puente peatonal que conecta a los centros comerciales CentralWorld y Gaysorn. Muchos extranjeros resultaron heridos.[3][21]

- Otras tres bombas que no explotaron fueron encontradas en la zona.[15]

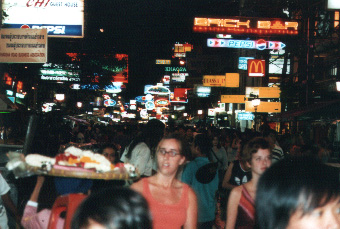
La Calle Khaosan, popular zona para turistas extranjeros, fue desalojada por un aviso de bomba aunque resultó ser una falsa alarma.

La Policía investigó otros incidentes:
- Media hora después de la medianoche se recibió un aviso de bomba en el bar Buddy Beer en la zona de la calle Khaosan. Se ordenó desalojar la zona.[21] El aviso resultó ser una falsa alarma.[20]
- La policía desactivó en la zona del Bazar Nocturno de Suan Lum otra bomba.[3][21]

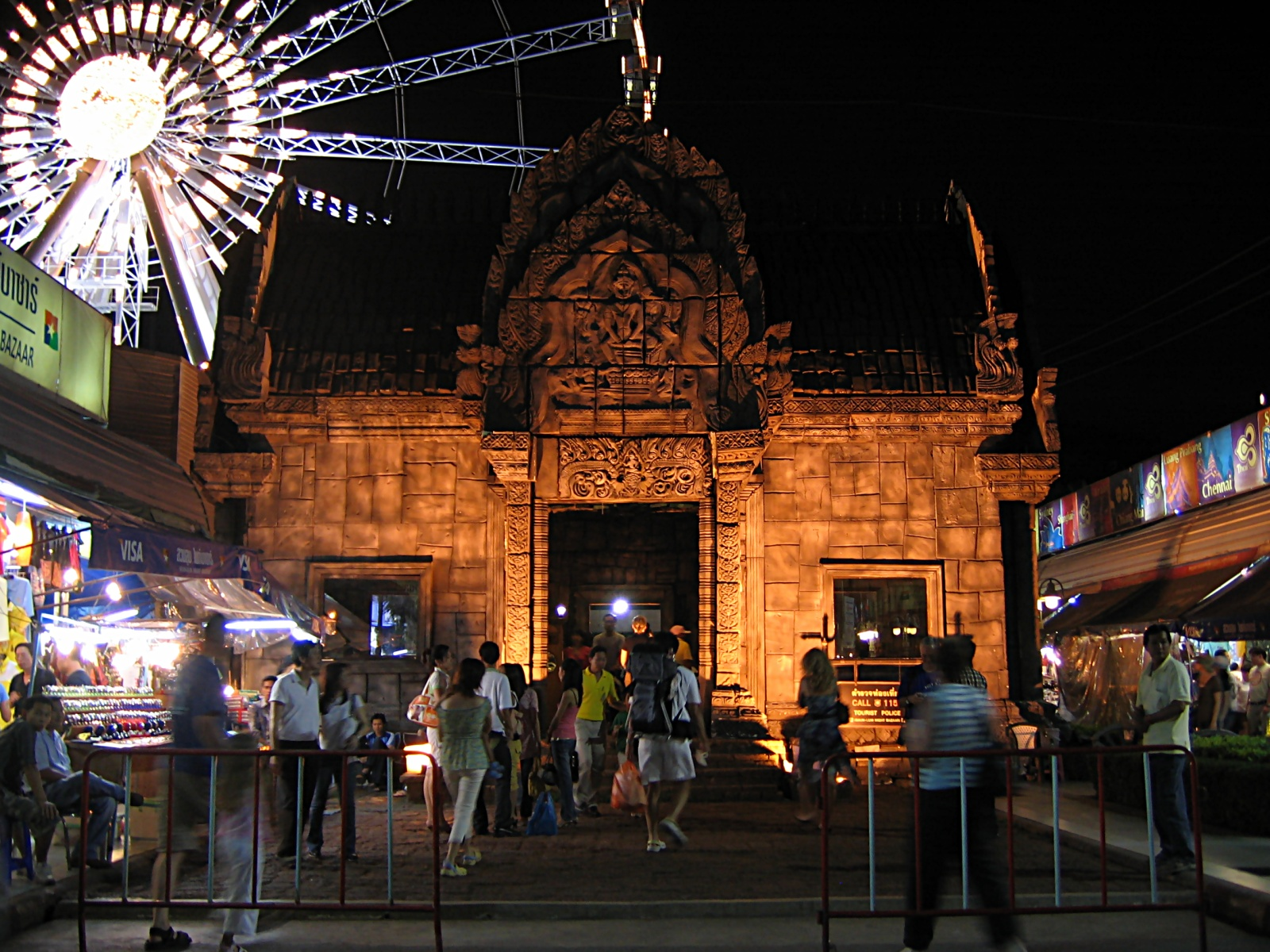
Bazar Nocturno de Suan Lum, donde otra bomba fue desactivada.

## Víctimas
La ola de explosiones terminó con la vida de tres personas; todas ellas se encontraban visitando monumentos nacionales tailandeses: Songkran Kanchana de 36 años y Ekkachai Ruangpoom de 26 fallecieron en el Victory Monument, mientras que Suvichai Nak-iam de 61 lo hizo en el Khlong Toei.
Otras 34 personas resultaron heridas. De ellas 8 eran extranjeros: dos británicos, tres húngaros, dos serbios y un estadounidense.
| Lugar                                            | Personas heridas                    | Fallecidos    |
| ------------------------------------------------ | ----------------------------------- | ------------- |
| Victory Monument                                 | 15 entre ellos un ciudadano húngaro | 2 Tailandeses |
| Khlong Toei                                      | 6                                   | 1 Tailandés   |
| Saphan Khwai                                     | 2                                   | 0             |
| Seacon Square                                    | 0                                   | 0             |
| Intersección Khae Rai, (en tailandés: สี่แยกแคราย) | 0                                   | 0             |
| Sukhumvit Soi 62                                 | 0                                   | 0             |
| CentralWorld (Restaurante Best Sea Food)         | 2 tailandeses, 3 extranjeros        | 0             |
| CentralWorld (Puente peatonal)                   | 6 extranjeros                       | 0             |
| Total                                            | ~ 38                                | 3             |

## Evidencia forense
El General de la Policía Ajiravid Subarnbhesaj declaró que las ocho bombas fueron encontradas en cajas de 3x5 pulgadas y que fueron detonadas mediante la alarma de un reloj digital. Se hallaron restos de explosivo M4 en todas las bombas. Otras fuentes militares declararon por el contrario que las bombas estaban compuestas de ANFO y M4. Esta composición sería la misma que se había encontrado en las bombas localizadas en un vehículo junto a la residencia de Thaksin Shinawatra en agosto de 2006.
La recolección de muestras por parte de la policía fue criticada por la directora en funciones del Instituto Central de Ciencia Forense Pornthip Rojanasunand. Para Pornthip la actuación de la policía fue poco profesional dado que se centró más en analizar el tipo de bomba utilizada que en encontrar a los autores materiales de los atentados, además de permitir que los servicios municipales limpiaran la zona cuando todavía no se había finalizado la recolección de evidencia.
El primer ministro Surayud negó la participación de los separatistas del sur del país e indicó que según la evidencia obtenida por los forenses las bombas habían sido fabricadas para asemejarse a las utilizadas por los insurgentes, pero que la forma de actuar indicaba que no existía relación.

## Período posterior

### Explosiones adicionales

#### Explosión del 1 de enero de 2007
A las 8.45 AM en el 1 de enero de 2007, un motociclista lanzó una bomba improvisada en una mezquita dentro de la calle Chang Klan en Chiang Mai, hiriendo a cuatro personas, incluyendo al conserje birmano, Nasis Ahamad. Nasis dijo que una granada fue colocada dentro de ahí, pero un especialista en bombas del ejército afirmó que la explosión fue causada por la explosión prematura de una bomba que fue hecha por el conserje de la mezquita.
La Policía después dijo que Nasis confesó haber llevado la pequeña bomba casera a la mosquita y después accidentalmente la dejó caer en el piso, causando que explotara. Sin embargo, la policía aún sigue investigando los motivos por los cuales Nasis llevaba la bomba y por qué no han puesto cargos a Nasis, que se encuentra en el hospital con cualquier delito. La policía informó de sus conclusiones a los líderes de la comunidad, pero estaban incrédulos de que un musulmán llevaría una bomba a la mezquita.

#### Explosiones del 30 de enero de 2007
El 30 de enero de 2007, dos explosiones fueron reportadas en la sede del periódico Daily News y en el parqueadero del Hotel Rama Garden alrededor de las 1 a. m. El primer ministro Surayud Chulanont declaró después que las explosiones fueron causadas por granadas M79. Surayud Chulanont también notó sería fácil encontrar a los terroristas debido a que hubo poca metralla encontrada en la escena del crimen.

### Medidas de Seguridad y respuestas de la junta
Varias embajadas extranjeras emitieron advertencias a sus ciudadanos en Bangkok sobre los peligros, porque futuras explosiones pudieron haber sido posibles.
La junta ordenó a los militares ir a las calles de Bangkok para controlar la situación, con 6,000 puntos de control distribuidos a lo largo de la capital. Los comandantes del ejército para el Norte, Noreste, y el Sur fueron puestos en alerta. El Gobernador de Bangkok, Apirak Kosayothin, ordenó a todos los 50 distritos en Bangkok recolectar todos sus cubos de basura.
La cabeza de la Junta, Sonthi Boonyaratglin, abandonó su hajj y regresó de Arabia Saudí para retomar el liderazgo en la tarde del 1 de enero de 2007. Después, en ese mismo día, el comisionado adjunto de policía Jongrak Juthanon fue asignado para liderar la investigación de los mortales incidentes.
La Administración Metropolitana de Bangkok inició planes para invertir 186 millones de bahts en instalar 1,628 cámaras de circuito cerrado de televisión a lo largo de la capital en el 2007, con planes para 504 cámaras a ser colocadas en puentes y localidades con poca población, mientras 1,124 cámaras tendrían que ser colocadas en lugares más poblados como terminales e intersecciones.

### Arrestos
El 21 de enero fueron detenidos 18 militares y civiles a quienes se acusa estar detrás de los atentados. La mayoría están vinculados al ejército y la policía. El jefe del Consejo de Seguridad Nacional, general Shontí, afirmó que habría más arrestos entre miembros de las Fuerzas de Seguridad, afirmando que «cometieron los atentados para desacreditar y minar la estabilidad política».
La junta no estuvo satisfecha con la investigación policial y sus arrestos y planeó lanzar una investigación paralela. El líder de la junta Sonthi advirtió al jefe de la policía no buscar chivos expiatorios dentro de los militares. Sin embargo, los planes de la junta para lanzar una investigación paralela fueron revertidos después de que el Jefe de Policía Kowit Wattana reportó evidencia a los líderes de la junta. Sin embargo, Pallop Pinmanee, el anterior líder de Comando de Operaciones de Seguridad Interna, quien estuvo implicado en el intento de asesinato de Thaksin Shinawatra, advirtió a la junta que no confiara en la policía. El comandante general Khattiya Sawasdiphol, un influyente oficial del ejército apoyó la advertencia de Pallop. El Jefe de la Junta y Comandante del Ejército Sonthi Boonyaratglin dijo que estaba seguro de que todos los militares detenidos por la policía la semana anterior eran inocentes.
En marzo de 2007 los Tribunales emitieron una orden para el arresto de un sospechoso de entre 25 y 30 años, de complexión delgada, acusado de posesión de explosivos, terrorismo e intento de asesinato. Fotografías del sospechoso, tomadas en un circuito cerrado de televisión, se hicieron públicas y la policía envió retratos de otros dos capturadas de la misma forma.
El 16 de marzo de 2007, la Corte Penal emitió una orden de arresto contra un hombre alto y delgado de una edad de 25 a 30 años con una de sus piernas paralizada del cual la policía cree que había dejado una bomba en el más importante centro comercial Ratchayothin en la víspera del año nuevo. El hombre fue grabado en el circuito cerrado de televisión del centro comercial. El hombre fue acusado de poseer un objeto explosivo, de terrorismo y de tratar de matar a otros. La fotografía del hombre se presentó en los medios el 21 de marzo del 2007.
En el 22 de marzo de 2007, la policía mostró fotografías de dos sospechosos los cuales fueron arrestados en un circuito cerrado de televisión en el centro comercial de Season Square. En la tarde del 22 de marzo, Pratya Preechavej y Yutthaphong Kittisriworraphan relataron que los reportes del periódico La Nación que ellos fueron de hecho los hombres en las fotos de la policía, pero no con certeza los terroristas. Los dos hombres fueron luego llevados al hotel en Sukhumvit Road por parte de varios funcionarios superiores desde las 22:00 a las 02:00. Ellos volvieron a su casa a las 4:30. Su relato cambió en una subsiguiente conferencia de prensa en la estación de policía Prawet, donde Pratya afirmó que él no había usado una chaqueta negra como aparece uno de los hombres en las fotos de la policía. Pratya también dijo que él tenía cola de caballo, y que casi nunca dejaba suelto su cabello - a diferencia del hombre de la foto - y había estado acompañado de su hermana. El jefe de la Junta Sonthi Boonyaratglin reclamó después que eso fue un caso de identidad equivocada y no una equivocación de la policía, que ambos hombres se parecían mucho a los sospechosos de los atentados.

### Rumores de golpe
Abundaron los rumores de que la junta pudo usar las explosiones como un pretexto para derrocar al gobierno del primer ministro Surayud Chulanont. El líder de la Junta (Sonthi) fue a un plató de televisión para desmentir los rumores. Sus palabras fueron: «Nosotros amamos mucho a la gente para hacer algo así».

### Impacto económico
La Bolsa Comercial Tailandesa (SET) comprobó la caída del índice en un 3.2% el día después de que el intercambio comercial fuera abierto después del feriado del año nuevo. Las acciones tailandesas cayeron otro 1.67% en el 4 de enero de 2007. La caída provocó perdidas masivas en mediados de diciembre después de que la junta en pocas palabras introdujo controles de capital. El baht se debilitó un poco, cuando la tasa de intercambio fue de 36.15-17 por Dólar, contra 36.05-10 en el cierre del intercambio comercial del 29 de diciembre de 2006.
Sin embargo, el vice primer ministro y ministro de finanzas Pridiyathorn Devakula afirmó que las explosiones "no tuvieron un impacto en este año del GDP."